# Sector de subsección

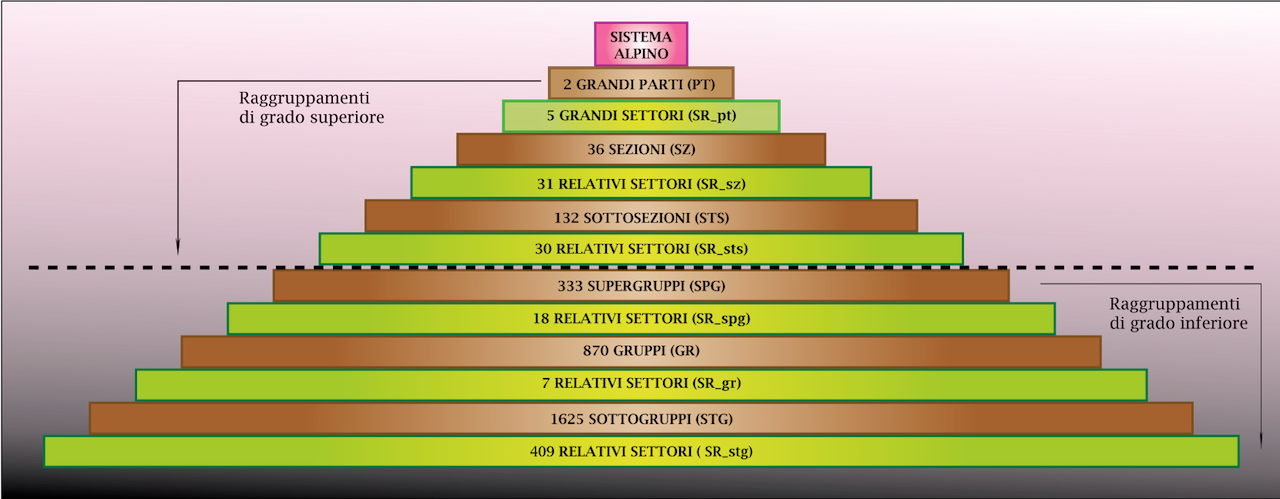
La Pirámide SOIUSA, esto es, las diversas subdivisiones de los Alpes según la SOIUSA.

Con Sector de subsección (abreviado en: SR de STS) se indica un particular macizo alpino individualizado por la SOIUSA.
La SOIUSA define 132 subsecciones en la cadena alpina. A veces para corresponder mejor con otras clasificaciones y para respetar más las diversas definiciones de los grupos alpinos incluidos antes de la normal subdivisión de la subsección en supergrupos una ulterior subdivisión en sectores de subsección.

## Lista
A continuación se presenta la lista de los treinta sectores de subsección individualizados por la SOIUSA:
1. Alpes Marítimos Orientales (Alpes Marítimos)
2. Alpes Marítimos Occidentali  (Alpes Marítimos)
3. Alpes de la Vanoise (Alpes de la Vanoise y del Grand Arc)
4. Cadena Lauzière-Grand Arc (Alpes de la Vanoise y del Grand Arc)
5. Alpes Berneses Orientales (Alpes Berneses iss)
6. Alpes Berneses Centrales (Alpes Berneses iss)
7. Alpes Berneses Occidentales (Alpes Berneses iss)
8. Alpes Breonios Orientales (Alpes de Zillertal)
9. Alpes Aurinos (Alpes de Zillertal)
10. Altos Tauern Occidentales (Altos Tauern)
11. Altos Tauern Centrales (Altos Tauern)
12. Altos Tauern Orientales (Altos Tauern)
13. Alpes Septentrionales de Gurktal (Alpes de Gurktal)
14. Alpes Meridionales de Gurktal (Alpes de Gurktal)
15. Alpes Occidentales de Allgau (Alpes de Algovia)
16. Alpes Orientales de Allgau (Alpes de Algovia)
17. Montes Occidentales del Dachstein (Montes del Dachstein)
18. Montes Orientales del Dachstein (Montes del Dachstein)
19. Prealpes Centrales de Alta Austria (Prealpes de Alta Austria)
20. Prealpes Orientales de Alta Austria (Prealpes de Alta Austria)
21. Alpes de Ennstal iss (Alpes de Ennstal)
22. Alpes Esquistosos de Ennstal  (Alpes de Ennstal)
23. Grupo del Hochschwab (Alpes nororientales de Estiria)
24. Alpes de la Mürz y del Rax-Schneeberg (Alpes nororientales de Estiria)
25. Cadena Cárnica Principal (Alpes Cárnicos)
26. Alpes de Tolmezzo  (Alpes Cárnicos)
27. Dolomitas de Lienz (Alpes de la Gail)
28. Alpes de la Gail iss  (Alpes de la Gail)
29. Alpes Julianos Occidentales (Alpes Julianos)
30. Alpes Julianos Orientales (Alpes Julianos)